# 豫东战役
豫东战役，亦称开封睢杞战役，黄泛区会战，是中国第二次国共内战在中原地区进行的第一次大规模兵团作战。

1948年6月至7月，华东野战军西线部队在中原野战军配合下，出其不意地攻占河南省会开封，并在睢县杞县地区歼灭区寿年兵团。华东野战军在战役第一阶段全歼开封守军整编第66师等，在战役第二阶段歼灭区寿年兵团部及整编75师等，俘虏兵团司令区寿年和师长沈澄年，在战役第三阶段给予黄百韬兵团以打击后成功撤退，并在之后不久发动济南战役，攻占济南，全歼第二绥靖区。此外，此战役还使国军大量机动兵力被迫调至豫东，间接导致国军被围攻之襄樊、兖州因久无援兵而失守。
国军参战兵力为4个兵团、2个绥靖区、12个整编师、28个旅，另2个快速纵队、1个骑兵总队、1个交警总队，共约25万人。此外另有胡琏、吴绍周、杨干才3个兵团自外围驰援。
解放军参战兵力有华东野战军7个步兵纵队、1个特种兵纵队，中原野战军第9、第11纵队，以及晋冀鲁豫军区独立旅、豫皖苏军区独立旅，共计10个纵队、23个旅，共约20万人。此外另有中原野战军4个纵队在外围阻援。
此役国共双方投入直接参战部队共约45万人（不计外围增援和阻援），损失共约12万人（国军8.5万余人，解放军3.3万余人），规模均远超第二次国共内战以来历次战役。

## 战役之前
1948年1月，粟裕發电給中央軍委，建议刘邓、陈谢、陈粟三路大军互相配合，在中原打歼灭战，推迟渡江。3月-5月，中共中央在城南庄召开中央前委和中央工委会合以后的第一次中央书记处扩大会议，中国共产党主席毛泽东在会议中听取粟裕报告，虽并未接受粟裕的意见，没有改变要求粟裕率三个纵队先行南下江南的决策，但鉴于形势需要，同意华野外线兵团暂缓渡江，在之后的四至八个月中，以歼灭第五军及其他敌军“五六个至十一二个正规旅”为目标。随后，中共中央为打开中原战局，要求华东野战军在寻机歼灭国军在中原的主力-邱清泉的整编第5军后再行渡江。
华东野战军遵照命令，将消灭国民革命军第五军(当时番号为整编第五军，辖整编第5师、整编第70师、第一快速纵队和整编骑兵第一旅，共步兵5个旅、骑兵1个旅。豫东战役中另暂时指挥整编第83师和整编第75师，称“邱清泉兵团”)和国民革命军陆军第十八军(当时番号为整编第十八军，辖整编第11师、整编第3师，称“胡琏兵团”)作为自己“夏季作战之中心目标”。
为保障粟裕之作战计划，军委命令中原野战军“刘邓担负钳制18军使不能东援”，命令华野山东兵团“许谭除以九纵休整并做预备队外，主力应立即出动夺取泰安及其南北地区，保证钳制济南及济南徐州线上各敌，使不能西援”。事实上，最终刘邓及许谭均未完成军委授予之牵制任务，其中胡琏兵团突破了中野防线，黄百韬兵团摆脱了华野山东兵团，两兵团均及时抵达豫东战场，迫使粟裕未能取得更大战果便即撤退。
5月23日，粟裕作出诱歼五军于运动中战役设想：陈士榘、唐亮兵团（三、八纵）指挥中野十一纵，吸引五军南下淮阳；一、四、六、两广纵、特纵南渡黄河，进抵定陶、成武地区，力求歼灭鲁西南守敌一部，吸引邱兵团回转北上；邱兵团向北转移时，陈唐兵团尾敌北进，协同南渡黄河的各纵队夹击该敌于鲁西南地区。
按粟裕命令，陈士榘、唐亮率华野三纵、八纵从5月24日起由许昌向淮阳方向运动，整编第五军果然立即从鲁西前出淮阳、太康方向，试图在胡琏兵团配合下围歼华野三纵、八纵。5月30、31日，粟裕突然亲率华野一、四、六、两广纵、特纵从濮阳出发，南渡黄河，进至鲁西南地区菏泽、巨野地区，并与中野十一纵会合。这样，邱清泉兵团周围已有解放军8个纵队（相当于军）。
华东野战军主力突然南渡黄河，使国军统帅部大为震惊。即令整编第五军回师鲁西南，另外4个整编师连同整编第十八军一同北上增援。经过一系列紧急调动，至6月15日，鲁西南地区已集中了9至11个整编师的国军兵力，以寻求与华东野战军主力决战。而此时，华野3、8纵刚抵达通许、杞县地区，预计最早也需6月20日始能抵达鲁西南地区。
粟裕鉴于国军兵力集中，又地形不利，不易歼灭整编第5军；而华东野战军陈士榘、唐亮兵团三纵、八纵距中原战略要地、河南省会开封仅1日行程，且守军仅整编第66师及一些保安部队3万余人，虽然开封城筑有较为完善的防御工事体系，但由于地区平原地区，城内外缺乏制高点，不利于防守，华野攻占开封比较有把握。粟裕因此立即改变计划，奇袭开封。由于突然改变计划，粟裕于6月16日致电中央军委请示，电文中粟裕、张震报告说“因情况急迫，请示不及，已令各部执行。有何指示，请即赐复”，6月17日，中央军委复电粟裕张震并告中原局、华东局“这是目前情况下的正确方针。情况紧急时，独立处置，不要请示”。

## 开封攻坚战
据河南省主席刘茂恩报告，开封兵力时仅有整编第66师师部及其整编第13旅，以及河南省保安第一、二旅，及第二、五、六三个团，炮兵第八团（欠第三营）及炮兵第十团各一部各一部大概两个连，高射炮兵两个营，及其它小部队，合计作战兵力不足2.5万人，其中正规军1万多人。
1948年6月17日解放军华东野战军陈士榘、唐亮兵团三纵、八纵发起对开封城的全面进攻。6月18日攻占城外国军所有据点。6月19日凌晨解放军攻破国军城防，攻入开封城内。至20日晚，攻占了除核心阵地古龙亭、华北运动场以外的全部市区。 
6月21日晚，解放军发起最后攻击，至22日早晨，解放军攻占国军龙亭核心阵地，结束开封战斗，全歼国军守军3万余人，国军整编66师师长李仲辛阵亡，河南省政府主席刘茂恩逃脱。
围攻开封期间，华东野战军和中原野战军多路阻击附近的邱清泉、孙元良、胡琏等兵团。其中宋时轮指挥华野十纵在20小时内急行军180里，于6月17日上午9时抵达并直接进攻胡琏兵团部所在地上蔡，迫使胡下令本已迫近开封的整编第11师主力3个整编旅立即回撤以救援兵团部。许世友谭震林山东兵团围攻兖州，韦国清的苏北兵团攻克海州以西阿湖等地，随后发动涟水战役，配合豫东战役。

## 睢杞战斗

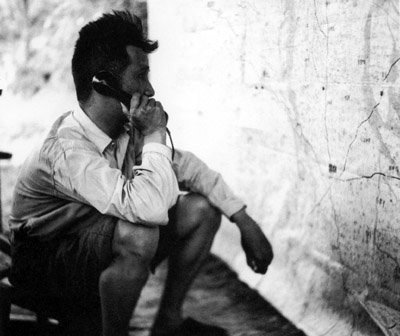
1948年，粟裕在豫东战役指挥所进行指挥

开封失守，震动南京，蒋介石立即调集重兵以求夺回开封。蒋介石除了严令邱清泉率国民革命军第五军继续西进外，还命令第六绥靖区副司令区寿年率整编第72和75师附新编第21旅，向北攻击，寻求与解放军华东野战军在开封决战。
粟裕得到消息后，决定放弃开封，寻求消灭国军援军。6月26日晨，华东野战军撤离开封，一部隐蔽集结于睢县、杞县地区，准备消灭区寿年兵团。当区寿年兵团和邱清泉兵团拉开距离后，粟裕抓住时机对准实力较弱的区寿年兵团实施夹击，同时以十纵、三纵、八纵和两广纵队组成阻援集团，在杞县以东扼守杞（县）太（康）、杞（县）睢（县）两条公路，阻击邱清泉兵团东援。29日拂晓，解放军阻援集团进入指定位置，第二十八师防守土楼至桃林岗一线阵地，其第八十三团第三营防守桃林岗主阵地，第二十九师防守小魏店至曹屯一线。29日晚，解放军华东野战军突击集团向区寿年兵团兵团部及整编第75师发起攻击。激战至7月2日，全歼区寿年兵团部、整编第75师师部、新编第21旅及整75师第6旅全部，整75师16旅亦大部被歼，残部退守榆厢铺（后于4日全歼），俘区寿年和75师师长沈澄年。

## 帝丘店战斗
1948年6月26日，毛泽东以军委名义致电许谭，并粟陈唐张，华东局、中原局《许谭兵团威胁徐州配合粟裕部作战》：
根据粟陈唐张宥未电，八十三师仍随邱兵团攻汴，并未向滕县，邱区两兵团全力尚有十一个旅，四十七军至中牟，六十八师向开封等项情况，考虑许谭行动，我们认为兖州既已不能再打，今后行动不是打韩仓，而是改变三个纵队分置三地的部署，将三个纵队集中。其布置是将泰安、大汶口、邹县等地让给敌人，让敌重新打通徐济路，许谭率三个纵队照粟张前电提议，攻击临、韩、枣、峄、台儿庄及其以南一带，威胁徐州。这样对于配合粟部作战较为有利。你们对于此项提议意见如何，盼考虑电复。

黄百韬的整25师原本要北上解救被许世友华野山东兵团围困的兖州。区寿年兵团陷入重围后，国军于6月29日临时在滕县以整25师，第三快速纵队:29，交警第二总队:2组成黄百韬兵团改援豫东。
1948年6月30日，周恩来以军委名义致电许谭并告粟陈唐张及华东局，中原局《山东兵团配合睢杞战役南下打援的作战部署》：
粟艳辰、艳巳两电想达。敌二十五师既有南调征候，你们应即率七纵等部不待九纵、十三纵集结，先行火速南移，首先围攻滕县，抓住二十五师，如二十五师已走，应即绕过滕县进攻临、韩，威胁徐州。期能扭住二十五师，其他部队随后跟进。同时，粟应令豫皖苏地方部队，迅即破坏徐州、商丘间铁路，力求迟阻二十五师西援。

6月30日军委再电：据中央社报，我军已经突入兖州西关，如你们能迅速攻克兖州，则继续以七纵攻城，而以九、十三纵南下。否则应照我们早上电令，七纵立即南下，攻击藤，临威胁徐州。6月30日许谭复电：我们立即率七纵南下。6月30日许谭再电：七纵坚决攻打兖州，九纵十三纵脱离济南城迅速南下。之后，以聂凤智的九纵在泰安附近一带阻击济南援敌南下，以鲁南军区部队位于兖州以南监视徐州方向蒋军，以渤海纵队继续位于济南以东牵制当面蒋军。谭震林单独电军委：山东兵团全军南下威胁徐州为上策。但是需要在山东兵团内部做说服工作。
7月1号，整编第96军军长兼整编第84师师长吴化文，率整编第155、第161、第211旅开出济南城支援津浦铁路沿线國軍，途中遇到华野十三纵的层层阻击，进军缓慢，每天行军前进约6至7公里，7月10日才抵达13纵刚刚放弃的泰安。
7月1日，邱兵团推进至距区兵团10公里。当日，蒋介石给邱清泉下达手令，要求其立即全力救援：
最急。第五军邱军长。 据报弟今日只派第二百旅与八十三师向东进攻，而仍留主力在西面未参加向东增援作战，故桃林岗、许村仍难攻克，无任骇异。当此革命战争同生死共存亡之际，对沈师长等切勿稍存意气【手稿原为“成见”，后涂改】，更不可报复前嫌，免致为匪各个击破，同归于尽。除此之外，并无理由以近在十公里友军之危急而不用全力增援，竟留主力专待不可知之匪二、三、六纵队之来攻。此不惟浪费兵力，而且徒耗时间、坐失良机、孤立待亡而已。殊所不解。以弟平日之用兵与气魄，当不致大错致此，或为传说之误乎？希即全力东进，击破当面之“匪”，达成解围任务，勿误。何如？盼立复。中正手启——國民革命軍陸軍第五軍軍史
7月1日，军委电告粟裕“25师29日车运，本日到商丘柳河，山东兵团已不及阻止”。7月1日黄兵团出人意料的到达了战场腹地，重创负责阻援之中野十一纵(仅1万余人)、华野两广纵队（仅辖4个团5千人）、华野野司特务团。粟裕考虑整编第72师已依托村落构筑工事防守，一时难下，但亦无力出援，相比之下，运动中的黄兵团更易歼灭；于是抽调主力华野一纵(叶飞)、四纵(陶勇)、六纵(王必成)、八纵(王建安)及两广纵队，转兵帝丘店猛攻黄兵团:27，此时华野部队经过连续作战，部队疲乏，减员不少，亟待休整补充。粟裕此时也要求部队“咬紧牙关，坚持下去，不怕伤亡，克服困难”，给予黄百韬兵团以打击后再撤退。同时，粟裕命令三纵、八纵阻击邱清泉兵团，以中野十一纵队监视整编第72师，整编第72师因此得以解围。黄百韬在帝丘店地区:27以兵团司令官的身份亲自率2营部队在4辆坦克掩护下，反守为攻，发动逆袭，黄本人负伤，仍死战不退，创造了国军战史上兵团司令带队冲锋唯一战例。他的参谋长死劝也未拦住他，面对绝对优势华野部队，黄百韬的部队伤亡重大，团长李景春也重伤倒地，黄本人也受伤，仍大呼口号，死战不退，部队受兵团司令官激励鼓舞，拼死猛冲猛打，一举夺回4、5个村庄，遏制了华野进攻势头，初步稳定了阵地。
7月1日晚，华野向睢县西北20里的龙王店发起总攻。7月2日凌晨3时，区兵团总部被歼灭，第六绥靖区副司令兼兵团司令區壽年、整编第75师师长沈澄年被俘。區壽年战后回忆：
这次当我在龙王店被围时，我曾五次命令离我十五里的【位于睢县城北的】铁佛寺七十二师全力出击，但他们一步也不动。而在部队间又互有矛盾，作战时不能协同一致。这次邱清泉兵团不能东援，主要原因当然是由于解放军强有力的阻击，但我认为邱和沈澄年之间的矛盾也很有影响。我这次能当上兵团司令，也是与邱、沈的矛盾有关的。在鲁西南作战时，邱曾呈报统帅部说沈不服从命令，“擅自脱离战场”。两人从此就不能相容。六月下旬，为了解开封之围，统帅部就很仓促的命我来组成这个兵团。但我到职不过两天，其他僚属和直属各兵团都还留在商邱进行编制中，我和我的所属将领也还没有一一见过面，就突遭解放军包围了。
华野主力猛攻黄兵团战至7月4日，华野部队将黄百韬兵团压缩在以睢县城东北几十里的帝丘店为中心的狭窄地区，当（4）日整编第75师第16旅残部被华野8纵全歼，8纵腾出兵力后一部加强对邱清泉部阻援，一部加入对黄兵团围攻。7月6日辰时（晨7-9点），华野1纵攻克王老集，全歼守军324团（属整25师第108旅）另2个连，黄百韬令全军收缩固守帝丘店狭小地区。黄百韬命令烧毁文件，杀死俘虏，准备最后一战:30。
此时国军邱清泉兵团绕到华野包围黄兵团华野部队背后，出其不意地猛烈进攻，华野全线后撤，邱清泉乘胜追击，一直追到黄河边上，俘虏了几千名伤员，据粟向中央军委报告，被俘虏伤员几百人，但据战果统计，被俘3,598人。
负责南线阻击的中原野战军刘伯承、邓小平汇报中央军委并粟裕，胡琏兵团（即整十八军，辖整编第11师、整编第3师共5万8千人）、吴绍周兵团（整编第85师、整编第10师、整编第28师共6万余人）已突破中原野战军防御阵地，7月5日整编第11师已抵达周家口、商水以北地区；兵团主力（10D、85D、20D）推进至商水、上蔡间地区。7月6日午，整编第11师先头部队至淮阳。整18军为使整编第11师行动轻便及争取时间计，当请示总司令白将整编第11师笨重辎重及重炮兵留置周家口附近，由3D主力及28D掩护随兵团主力跟进，以整编第十八军胡军长亲率轻装八个团兼程北进，当蒙允准。7月6日17时，刘邓急告粟裕“白崇禧令11师单独北进，8日可到太康”。在此情况下，粟裕决定撤退，华野各部队于7月6日最后一次佯攻黄百韬兵团后趁夜悄然撤出战斗。7月6日夜，胡琏亲率整编第11师8个团轻装急进，沿途排除豫皖苏部队节节抵抗，7日拂晓一部至涡河南岸近太康，其余兵团主力至淮阳太康交界刘老家、临蔡城间地区，一部急进至涡河南岸马厂、王隆集之线，与豫皖苏部队发生战斗接触；尚距帝丘店直线距离140里，但华野主力已从帝丘店北撤。整十八军正拟继续向北急进间，旋奉命谓“豫东匪已向鲁西溃退”，整十八军改向西华集结。至此，北进增援之任务圆满达成。
7月7日黄百韬兵团解围。当天，徐永昌日记载：
酒会晤敬之【即何应钦】。渠见人辄道喜，谓：“黄泛区由危至极转为胜利。黄百韬二十五师等殊死抵抗难得，空军大轰炸帮助尤大。七十五师及二十一旅之卒被击溃，邱清泉第五军仅距三十华里，三日未动。固然亦有小敌阻扰，但其观望不进，徒事自保，尚有何说！”

## 后续
豫东战役对国共内战华东战场态势造成了深远影响。

### 解放军
粟裕回忆豫东战役时说：“这次战役，是一次包括攻坚战和运动战在内的规模较大、持续时间较长的大兵团作战，也是我亲身经历的最复杂、最剧烈、最艰苦的战役之一”，“这是华东野战军主力转入外线作战后进行的第一个大歼灭战，也是第二次国共内战开始以后的整整两年中华东野战军进行的第一次最大的歼灭战”。并评价豫东战役的胜利，改变了中原和华东战场的战略态势。从此，在中原战场，国军已经完全失去了对解放军发起战役性进攻的能力，并更加动摇了国军据守战略要点的信心。
当时华野6纵副司令员皮定均后来回忆帝丘店战斗说：“此战我们仅杀伤敌军一个整师，但是我们“叁弟兄” (华野1、4、6纵)都残废了。”
粟裕在济南战役前，汇报说受豫东战役影响，“西兵团七个纵队，自开封、睢杞两战役后，所补俘虏不够补偿伤亡，部队极不充实(每连只四至六个步枪班)，尤其幹部伤亡太大，至今无法补充，许多营连有政幹无军幹，有军幹无政幹，而营连排幹部太新太弱(五月中补充之新兵已当副连长)，班排幹部俘虏成份不少，因此团级(老的多)与营以下脱节现象甚严重。团以下各级对个人前途悲观的倾向亦较普遍(因前方战斗剧烈，伤亡甚大，而见到后方环境安全舒适，革命又快要胜利，极想保存自己，以享受和平生活，但不知自己何日报销，故团以下干部保命思想较普遍)。”
此战后，毛泽东在接见前来汇报战况的华东野战军特种兵纵队司令陈锐霆时说：“解放战争好象爬山，现在我们已经过了山的坳子，最吃力的爬坡阶段已经过去了。”
鉴于豫东战役未达到预期的“消灭整五军”任务，毛泽东在粟裕所部回撤黄河以北，运河以东途中的7月13日致电中原局并粟裕、陈士榘、唐亮下达新作战任务，在延长了渡江准备期同时增加了消灭18军的条件，要求华野“应在现地作战至明年(1949年)春季或夏季，不歼灭5军、18军不走”。同年9月的政治局会议上毛泽东做报告时亦严肃批评“东北和粟裕少打了一个仗”。

### 国军
原计划救援兖州的黄百韬兵团改援豫东，使国军在山东战场付出了沉重代价。在救援不至的情形下，华野山东兵团于7月12日攻破兖州，俘虏2.4万人，自此津浦路济南到徐州段所有城镇陷落共军之手，驻守济南的王耀武第二绥靖区被完全孤立，两个月后的济南战役中被华野全歼。
由于解围有功，国防部頒給黄百韬青天白日勳章。但同样劳苦功高的邱清泉却被认为“行动迟缓，应另行议处”，未受褒奖，蒋斥之曰“与友军相处，不解围，不互救，殊堪痛恨”！，由此和黄百韬有隙。四个月后的淮海战役，黄百韬率第7兵团在碾庄被围，有传言负责救援的邱清泉兵团应付消极。
中華民國国防部在其《中原会战经过及检讨》中说，此次豫东会战，“共军表现特异的有三敢：敢集中主力作大规模之会战决战；敢攻我大据点；敢对战场要点作顽强固守，反复争夺。”
以傘兵為骨幹的第三快速縱隊在此戰中，傷亡慘重。總統府戰地視察官周鑑針對快速縱隊的缺失檢討報告指出，黃百韜不明瞭快速縱隊的特性，不僅把傘兵當一般步兵使用，還把2個團未滿編又未配屬戰車連的快速縱隊，當成3個團的步兵旅使用 (徐州剿總給第三快速縱隊攻守原則為「不攻堅、不守點、不停留」。) 周鑑指出當快速縱隊攻佔劉樓、馬口兩據點後，黃伯韜應以有重砲火力的步兵旅接替，卻命只有輕裝火力的傘兵固守，自毀機動能力，違反先總統 蔣公組建快速縱隊的初衷(以速度壓倒速度)。事後，黃仍獲頒勳章。
復歷經多次戰役後，引發「傘兵三團叛變」。整个事件被国军统帅部轻轻帶過，后共諜段伯宇指示傘兵第三團團長劉農畯(其在軍校時期便已被吸收為共產黨地下黨員)於貨輪上挾持整團投向解放軍，當時全團武裝幾被統一集中，有少數幹部反對投共被集中看管。